# Тьма и свет
«Тьма и свет» — дебютный альбом группы Ольви, выпущенный в 2006 году.

## История
В октябре 2003 года Ольви начинает запись новых песен. В ноябре место гитариста занимает Сергей Долбнев. В 2004 году группа заканчивает запись инструментальной части 10 композиций. За это время стала сотрудничать с авторами текстов Анной Балашовой и Маргаритой Пушкиной.
Но оставался неясным вопрос по поводу вокалиста. За всё время записи нового альбома в Ольви попробовались петь около 20 человек (в том числе Владимир Королев, Виктор Лысый и др.), после чего в феврале 2005 года в коллективе появился вокалист Андрей Лобашев. И, к концу 2005 года, была полностью окончена запись нового альбома.
В феврале 2006 года Ольви прекращает своё сотрудничество со студией «R-Sound». В поисках идеальной студии для завершения работы над альбомом, который получил название по одной из песен «Тьма и свет», в марте 2006 года Ольви приходит к Максиму Самосвату, на его только что открывшуюся студию. Тогда же в целях утяжеления материала было принято решение переписать часть инструментальных треков.
Летом 2006 года происходит сведение альбома Максимом Самосватом и Томом Токмаковым (экс-Mechanical Poet). В сентябре группа подписывает контракт с лейблом CD-Maximum на издание дебютного альбома «Тьма и свет», который вышел 26 октября 2006 года.

## Список композиций
| №   | Название            | Текст песни            | Музыка     | Длительность |
| --- | ------------------- | ---------------------- | ---------- | ------------ |
| 1.  | «Революция»         | А.Балашова, Т.Щербаков | Т.Щербаков | 4:21         |
| 2.  | «Убийца»            | Т.Щербаков             | Т.Щербаков | 6:16         |
| 3.  | «Дорога в ночь»     | Т.Щербаков             | Т.Щербаков | 6:27         |
| 4.  | «Уймись, душа!»     | М.Пушкина              | С.Долбнев  | 4:46         |
| 5.  | «Дождь»             | Т.Щербаков             | Т.Щербаков | 5:02         |
| 6.  | «Отставной генерал» | Т.Щербаков, А.Разин    | Т.Щербаков | 4:54         |
| 7.  | «Ангел и демон»     | Т.Щербаков             | Т.Щербаков | 3:30         |
| 8.  | «Тьма и свет»       | Т.Щербаков, А.Балашова | А.Сергеев  | 5:13         |
| 9.  | «Навстречу звёздам» | С.Долбнев, А.Балашова  | С.Долбнев  | 4:59         |
| 10. | «Поиграй со мной!»  | Д.Попов                | Д.Попов    | 2:58         |

## Участники записи

### ГруппаОльви
| Тимофей | Щербаков               | — гитара, клавишные, перкуссия, флейта, бэк-вокал |
| Юрий    | Забельников            | — ударные                                         |
| Андрей  | Сергеев                | — бас-гитара                                      |
| Сергей  | Долбнев                | — гитара                                          |
| Андрей  | Лобашев («AndyVortex») | — вокал                                           |

### Приглашённые музыканты
| Дмитрий | Гинзбург        |                       | — рояль      |
| Виктор  | Лысый («Anger») | (Shadow Host)         | — бэк-вокал  |
| Иван    | Изотов          | (экс-Эпидемия)        | — бас-гитара |
| Том     | Токмаков        | (экс-Mechanical Poet) | — ударные    |

### Дополнительная информация
- Запись — Тимофей Щербаков (клавишные, акустические гитары, соло, вокал, на студии «R-Sound»);

    — Максим Самосват (ударные, бас-гитара, риффы, на студии «Dreamport Studio»);
- Сведение — Максим Самосват, Том Токмаков (на студии «Dreamport Studio»)
- Мастеринг — Андрей Субботин (на студии «Saturday Mastering»)
- Продюсер — Тимофей Щербаков
- Дизайн обложки и буклета — Тимофей Щербаков (при оформлении использованы картины Ивана aka KRSS)
- Фотографии — Олег Хаимов, Тимофей Щербаков, Полина Волкова
- Лейбл — CD-Maximum

## Интересные факты
Композиция «Революция» была создана после революционных событий в Киеве, которые оказались очень интересными для музыкантов группы.